# −1 (număr)
−1 (minus unu) este un număr întreg precedat de -2 și urmat de 0.
În informatică, -1 este o valoare comună inițială pentru întregi și este, de asemenea, utilizat pentru a demonstra că o variabilă nu conține informații utile. 

## Proprietăți algebrice
- Înmulțirea unui număr cu -1 este echivalentă cu schimbarea semnului acelui număr:

{\displaystyle (-1)\cdot x=-x}
- Ridicarea unui număr la puterea -1 este același lucru cu a calcula inversul său: {\displaystyle x^{-1}={\frac {1}{x}}\,}.
- Cele două rădăcini pătrate ale numărului real negativ -1 sunt unitățile imaginare {\displaystyle i\,} și {\displaystyle -i\,} .
- Înmulțirea numărului -1 cu alt număr, este echivalentă cu schimbarea semnului numărului. Acest lucru poate fi dovedit prin legea distributivă și prin axioma că 1 este identitate multiplicativă: pentru x număr real, avem {\displaystyle x+(-1)\cdot x=1\cdot x+(-1)\cdot x=(1+(-1))\cdot x=0\cdot x=0}
- (−1) · x este inversul aritmetic al lui x sau −x, pentru că {\displaystyle 0\cdot x=(0+0)\cdot x=0\cdot x+0\cdot x\,}, sau, mai simplu, {\displaystyle x+(-1)\cdot x=0\,}.